# گرشوم (دهانه)
گرشوم یک دهانه برخوردی در ماه‌ است.